# Озия (первосвященник)
Озия (др.-евр. עֻזִּי‬ — Узи) — библейский персонаж. Из потомства первого иудейского первосвященника Аарона, правнук первосвященника Финееса, сын Буккия, предок одного из величайших деятелей еврейской истории и основоположника раввинистического иудаизма Ездры. Упоминается в книге Паралипоменон (1Пар. 6:5-6) и в Книге Ездры (Ездр. 7:4).
Его отец Буккий и сам Озия, возможно, были первосвященниками при Скинии в Силоме.
Согласно Библейской энциклопедии архимандрита Никифора, Иосиф Флавий приводит по этому поводу противоречивые утверждения.